# Asiamordella furvis
Asiamordella furvis là một loài bọ cánh cứng trong họ Mordellidae. Loài này được Hong miêu tả khoa học năm 2002.